# Hudson Meek
Hudson Joseph Meek (Alabama, 5 de agosto de 2008-Birmingham, Alabama, 21 de diciembre de 2024) fue un actor estadounidense.

## Biografía
Hudson Meek nació en Alabama y vivió en el suburbio de Vestavia Hills, en Birmingham. Junto a su hermano Tucker, comenzó a actuar a temprana edad.
En 2014, apareció brevemente en la película The Santa Con, transmitida por el canal de televisión Lifetime en 2014. Más tarde apareció en episodios del reinicio de MacGyver, y como joven protagonista en Baby Driver en 2017. También actuó en la serie de televisión Found de 2023, y en el largometraje The School Duel de 2024. Fue elegido para interpretar a Chris Piper en la película 90 Minutes in Heaven.
En septiembre de 2024, Meek había asistido al Festival de Cine estadounidense de Deauville, en Francia, donde se estrenó The School Duel, una película de suspenso distópico en la que participó.
El 19 de diciembre de 2024, Meek cayó de un vehículo que circulaba por Vestavia Hills. Fue trasladado al Hospital Universitario en Birmingham, donde murió a causa de las heridas el 21 de diciembre de 2024, a los 16 años.

## Filmografía
| Año  | Título                        | Personaje        | Notas                            |
| ---- | ----------------------------- | ---------------- | -------------------------------- |
| 2014 | The Santa Con                 | Joven            |                                  |
| 2015 | The List                      | Group Home Child | sin crédito                      |
| 2015 | 90 Minutes in Heaven          | Chris Piper      |                                  |
| 2016 | Half Print                    | Jack             | cortometraje                     |
| 2016 | Providence                    | Bully Boy        |                                  |
| 2017 | Momma Jenny & the Brooks Boys | Willis, Jr.      | Cortometraje                     |
| 2017 | Baby Driver                   | Baby             |                                  |
| 2018 | Union                         | Orphan #1        |                                  |
| 2020 | Cheng Feng Gui                | Joven Yasuo      | voz                              |
| 2024 | The School Duel               | Sirius           |                                  |
| 2026 | Flowervale Street             | Joven            | Postproducción (estreno póstumo) |

### Televisión
| Año  | Título                                                      | Personaje       | Notas                                               |
| ---- | ----------------------------------------------------------- | --------------- | --------------------------------------------------- |
| 2016 | MacGyver                                                    | Hijo            | Episodio: "Día de los Muertos + Sicarios + Familia" |
| 2018 | i did Not see that One Coming (serie de televisión de 2018) | Hudson          | Episodio 1: "Zip Line Fiasco!"                      |
| 2020 | Badanamu Cadets                                             | Bada            | Temporada 1                                         |
| 2021 | Badanamu Stories                                            | Bada            | Temporada 1                                         |
| 2022 | Legacies (serie de televisión)                              | Tiberius        | 1 episodio                                          |
| 2023 | Found (serie de televisión)                                 | Adolescente Sir | 1 episodio                                          |
| 2024 | Genius (serie de televisión estadounidense)                 | Arnold          | 1 episodio                                          |